# Premiul Saci

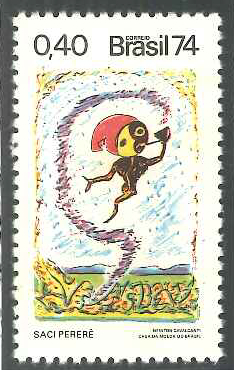
Un Saci pe un timbru poștal din 1974

Premiul Saci (în portugheză Prêmio Saci) a fost un premiu decernat de ziarul O Estado de São Paulo începând cu 1951 pentru a-i onora pe cei mai buni interpreți brazilieni de teatru și film.

## Istoric
Premiul a fost instituit în 1951 și a devenit în anii 1950 și 1960 un prestigios premiu național de cinema.
Statueta decernată ca premiu îl reprezintă pe Saci, un personaj celebru al folclorului brazilian, care a fost sugerat de un cititor în cadrul unui concurs organizat de ziar. Trofeul a fost sculptat de artistul plastic italo-brazilian Victor Brecheret.

## Laureați (selecție)
- Inezita Barroso (1953 și 1955)
- Tônia Carrero
- Walmor Chagas (1956)
- Cyro Del Nero[3]
- Jorge Dória[4]
- Odete Lara (1957)
- Eliane Lage (1953) pentru interpretarea ei din Sinhá Moça
- Nydia Licia[5]
- Osvaldo Moles
- Rachel de Queiroz (1954)
- Mário Sérgio (1953)
- Ruth de Souza
- Eva Wilma[6]